# Vega de Valdetronco
Vega de Valdetronco est une commune de la province de Valladolid dans la communauté autonome de Castille-et-León en Espagne.

## Sites et patrimoine
Les édifices notables de la commune sont :
- Église paroissiale Saint-Michel (Iglesia de San Miguel) ;
- Ancienne chapelle de Canteces.

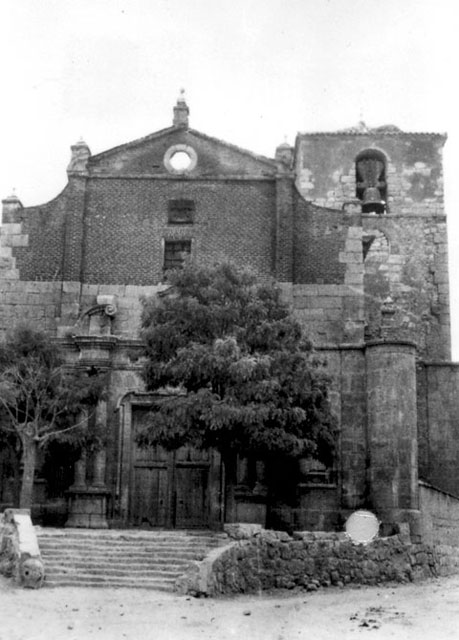
Église Saint-Michel. Fondation Joaquín Díaz.